# 野甘蓝
野甘蓝（学名：Brassica oleracea var. sabauda）为十字花科蕓薹屬下的一个种。

## 扩展阅读
- 維基物種上的相關：野甘蓝